# Estel Cardellach i Galí
Estel Cardellach i Galí (Terrassa) és una física doctora en ciències de la terra, experta en canvi climàtic. Part de la seva etapa post-doctoral la va fer a la NASA i a la Universitat de Cambridge. Actualment és investigadora de l'Institut d'Estudis Espacials de Catalunya i de l'Institut de Ciències de l'Espai del CSIC. Treballa millorant l’observació de la Terra des de l’espai per a comprendre millor els fenòmens climàtics.